# Radom Potkanów
Radom Potkanów – przystanek osobowy Polskich Kolei Państwowych zlokalizowany w Radomiu, w dzielnicy Potkanów. Od 2005 roku był wyłączony z użytkowania (od czasu zlikwidowania ostatniego połączenia osobowego w kierunku Drzewicy). Po wznowieniu ruchu kolejowego-pasażerskiego od września 2007 roku przystanek ponownie czynny.

## Ruch pasażerski
| Rok  | Wymiana pasażerska na dobę |
| ---- | -------------------------- |
| 2017 | 0-9                        |
| 2022 | 0-9                        |